# رالف برينس
رالف برينس  (بالإنجليزية: Ralph Bryans)‏ مواليد 7 مارس 1941 في بلفاست - الوفاة 6 أغسطس 2014 في اسكتلندا، كان متسابق دراجات نارية فاز ببطولة سباق الجائزة الكبرى للدراجات النارية. نافس في سباقات بطولة العالم لفئة 500 سي سي ولفئة 350 سي سي ولفئة 250 سي سي ولفئة 125 سي سي ولفئة 50 سي سي. كما شارك في كأس جزيرة مان السياحية.

## البطولات
- سباق الجائزة الكبرى للدراجات النارية 1965